# École supérieure des sciences commerciales d'Angers
A École supérieure des sciences commerciales d'Angers é uma escola de comércio europeia com campus em Angers, Boulogne-Billancourt, Aix-en-Provence, Cholet, Bordéus, Lyon, Budapeste e Xangai. Fundada em 1909.

## Descrição
A ESSCA possui tripla acreditação; AMBA, EQUIS e AACSB. A escola possui cerca de 15.000 ex-alunos. Entre seus ex-alunos estão Dominique Schelcher (CEO Système U) e Louis le Duff (CEO groupe Le Duff).

## Programas
A ESSCA possui mestrado em Administração e várias outras áreas, tais como Marketing, Finanças, Mídia e Recursos Humanos.

## Rankings
Em 2019, seu mestrado em Administração foi considerado como o 63rd do mundo pela Financial Times.